# Mazatán
La città di Mazatán (mathhátan) è un commune messicano situato nel sud-est dello Stato del Chiapas.
Il comune confina con i comuni Tapachula, Huixtla e Huehuetan, tutti questi comuni fanno parte della regione Soconusco è la zona costiera della regione costiera del Chiapas. Le aree urbane sono la città di Mazatán e la periferia di Buenos Aires. Questa versione solo 30 km a est con il comune di Tapachula, che è l'economia secondo dello Stato del Chiapas. Mazatán si trova a 20 metri, il che rende con un clima caldo tutto l'anno con temperature di 33 °C in estate e 18 °C in inverno.

## Nomi di luogo
Il nome deriva dal pre-ispanica Mazatán derivata dalla, Toltechi e nahuatl significa luogo di molti cervi << >> Mazat "cervo" come "terra" o "luogo") .. la sua origine risale l'arrivo dei pescatori Olmechi, (diventando cultura Mokaya che dà luogo alla cultura Maya) in cerca di un posto di lavoro e commercio, libero permettendo loro di svolgere le loro attività agricole inundacionnes senza problem.2
Nel 1526 entrò a far parte del regio decreto nel 1628 entrò a far parte della parrocchia di Tuxtla Chico e nel 1774 entrò a far parte, allegato al Tapachula nel 1942 dal governatore decreto categoria assurge al rango di Comune.

## Forma e tipo di governo
Mazatlán è un rappresentante comune e democratica, si compone di due aree urbane, aree rurali e 139 liberi e sovrani.
Il suo consiglio è composto come segue:
Sindaco - Non definito
Fiduciario Comunale - 1 anno (Current) 2011-2012
Regidor Primo - Non definito
Secondo Regidor-Undefined
Terzo Consigliere - Undefined
Quarto Regidor - Undefined
Alderman Quinta Undefined
Regidor Sesto-Undefined
Alderman plurinominale-Undefined
Il Comune è costituito dal modo in saiguiente.
Sviluppo Agricolo - primo sovrano
Lavori Pubblici, Regidor Second
Alcohol-Terzo Asalus e l'Assessore
Market-Terzo Alderman
Liaison Programma Municipale, Quinto Opportunità Regidor
Istituto per lo Sviluppo Umano-Regidor Sesto
Istruzione Comunale e Assessore Sport-plurinominale
Acqua Potabile e Fognatura-Regidor plurinominale
Sports-Regidor plurinominale
Municipal Public Safety-Alderman plurinominale

## Storia
I primi coloni erano olmeca-Mokaya Mazatan che è venuto in città a causa della grande quantità di pioggia che cadeva in quel momento e le condizioni.
Nel 1526 ha fatto parte del decreto reale spagnola nel 1529 e faceva parte delle Udienze del Messico. Nel 1533, come parte della regione Soconusco fa parte della Capitaneria Generale del Guatemala e nel 1563 la giurisdizione di Panama. Nel 1565 è tornato a fare affidamento sul pubblico spagnolo nel 1569 e fa parte della Capitaneria Generale del Guatemala presso la parrocchia di parte Tuxtla integrendose Chico.Formaron della rivolta i popoli guidati da Francisco Gomez de la Madrid; movimento soppresso dal giudice Pedro de Eguaras e Ixas Fernandez. Nel 1735 Mazatán appare sotto il patrocinio della Concezione Margarita Parrocchia Tapachula. Nel 1774 sembra essere allegata come parte del comune di Tuxtla Chico. Nel 1914 la città fu incendiata dalle forze di Carranza.
Nel 1942 con decreto del governatore sale al livello di Comune democratico e posta nella regione delSoconusco VIII.